# Сурак (Зоряний шлях)
Сурак — вигаданий персонаж передісторії телесеріалів і франшиз «Зоряний шлях». Його зображують як найважливішого філософа в історії планети Вулкан. У земну «сучасну епоху», коли вулканці є технологічними, але емоційно керованими та насильницькими, Сурак засновує рух, який реформує спосіб мислення та життя мешканців Вулкана. Він очолює рух вулканців, які логічно міркують і пригнічують емоції, відомі з телесеріалу. Цей період в історії Вулкана називають «часом пробудження».
«Час пробудження» супроводжується жорстокістю, небаченою в попередній історії Вулкана, згідно з епізодом «Пробудження» серіалу «Зоряний шлях: Ентерпрайз» (де розум Сурака оживає через 1800 років після його смерті, щоб відновити для тодішніх вулканців незіпсовану версію його оригінальної філософії). Під час «Часу пробудження» вулканський розкол тих, хто «прагнув повернутися до диких шляхів» і «марширував під крилами хижака» (пізніше символ народу Ромула), вчинив катастрофічну ядерну атаку на Сурака та його освічене суспільство. Незабаром після смерті Сурака ці вулканці залишають рідний світ, щоб колонізувати планети Ромул і Рем — утворилася Ромуланська Зоряна Імперія. Тоді як філософія миру та логіки Сурака виживає протягом наступних майже 2000 років лише як підпільний рух у емоційному, войовничому ромуланському суспільстві (поки її не підтримає, в епізоді «Наступного покоління» «Об'єднання», посол Спок у ролі останнього наступника Сурака), він продовжує процвітати на Вулкані, щоб стати його основною філософією.
«Час пробудження» та його «іронічне насильство», відзначене Сураком, яке закінчується ядерним голокостом, але філософською зрілістю, було написане творцями «Зоряного шляху» з навмисними паралелями із людським суспільством, зокрема його історичним прогресом до культурного просвітництва, розуму та толерантності. Цей процес переривався надзвичайними спалахами культурного регресу, ірраціоналізму та фанатичного насильства.

## Зображення
Персонаж Сурак із передісторії телесеріалу «Зоряний шлях» після того, як підняв жорстоке племінне життя вулканців до рівня філософії спільної відданості розуму та логіці, помер у 4 столітті нашої ери (за земним календарем), приблизно за 1800 років до подій епізоду «Зоряного шляху: Ентерпрайз» «Пробудження». Ймовірно, від радіаційного отруєння, спричиненого ядерною атакою, яка спустошила Вулкан. Згадується, що його смерть сталася незадовго до останньої битви між вулканцями та їхніми ворогами. Його дух (або катра), переміщається в кристалічну урну, яка залишається схованою і непорушеною, доки її не буде повторно відкрито через два тисячоліття вулканцем Сірраном, у 22 столітті. Сірран поміщає катру Сурака у свій розум. Це спонукає Сіррана створити групу під назвою Сірраніти, присвячену поверненню вулканської цивілізації до істинного вчення Сурака. Десятиліття потому, у 2154 році перед вибухом громадянської війни на Вулкані, що насувається, Сіррана вбивають — коли він супроводжує капітана Джонатана Арчера та Т'Пол до штаб-квартири його групи на Вулкані. Перш ніж померти від ран, Сірран поміщає катру Сурака в розум Арчера.
Відчуваючи галюцинацію (або видіння), Арчер виявляє, що розмовляє із Сураком у власному розумі. Разом вони стають свідками ядерного вибуху, який стався на Вулкані 1800 років тому, спричинивши справжню смерть Сурака від радіаційного отруєння. Вважається, що відповідальні за початок ядерної атаки, є групою вулканців, які відкидають філософію Сурака та продовжують формувати Ромуланську імперію.
Подальша спроба передати катру Сурака другому командиру Сірранців, Т'Пау, зазнає невдачі, коли Сурак вирішає залишитися злитим із Арчером. Знову розмовляючи з Арчером у своїй свідомості, Сурак наказує йому відновити артефакт під назвою Кір'Шара. Який, як стверджує Сурак, об'єднає ворогуючі фракції на сучасному Вулкані. Не відомо, чи сам Сурак створює цей артефакт, ачи його пізніше створюють інші вулканці, які носять його катру. Кіп'Шара є голографічним проектом оригінального, давно втраченого заповіту філософа — здатного повернути вулканське суспільство на «істинний шлях» ненасильства та логіки. Пізніше Арчер попереджає своїх супутників, що верховне командування Вулкана має намір напасти на андоріанців — дізнавшись про це від Сурака, який, на його думку, виявив такий задум з деяких спогадів Сіррана, які також були передані. Арчер і Т'Пау встигли віднести артефакт верховному командуванню Вулкана в епізоді «Кір'Шара» «Ентерпрайза», що призвело до його повалення. Катра Сурака згодом переноситься в розум літнього вулканського жерця; те, що станеться з його катрою згодом у передісторії «Зоряного шляху», не було описано.
Авторка «Зоряного шляху» Даян Двейн дослідила передісторію Сурака з точки зору самого персонажа в романі «Світ Спока». Роман описує початкове пробудження Сурака та поширення його філософії після того, як він залишив роботу у відповідь на ядерний вибух у війні між гірничими конгломератами. Війна поширюється на Т'Хут, «місяць» Вулкана (насправді, меншу подвійну планету). У зображеній внутрішній боротьбі персонажа Сурак перемагає власну ксенофобію, адаптується до жахів війни та розвиває плюралістичну раціоналістичну філософію «нескінченного різноманіття в нескінченних комбінаціях» з додавання логіки; це зрештою приносить мир Вулкану.
Персонаж, який представляє фізичне відтворення «історичного Сурака» в його юнацькій зрілості, створеного за допомогою передових інопланетних технологій із телепатично записаних спогадів і очікувань Спока, з'являється в оригінальному епізоді серіалу «Зоряний шлях» «Дика завіса», його зіграв актор Баррі Етватер. Бачення більш літнього Сурака, що з'являється в голові персонажа капітана Джонатана Арчера, зображує актор Брюс Грей.
Єдина безпосередня згадка про персонажа Сурака в період 24-го століття «Зоряного шляху» є у епізоді «Зоряний шлях: Глибокий космос 9» « На картах», де персонаж торговця ференгі, Кварк, бере браслет «з часу Сурака». Також згадується в сюжеті Першого всесвіту 23-го століття — разом із переважно історичними особами у «Зоряному шляху II: Гнів Хана», коли син адмірала Джеймса Т. Кірка, доктор Девід Маркус, розповідає своїм матері, докторці Керол Маркус, що її ім'я буде згадуватися разом з іншими відомими науковцями, такими як «Кокран, Ейнштейн і Сурак», у зв'язку із її проєктуванням і створенням Пристрою Буття.

## Культурний вплив
Філософія раціоналізму, вигадана Сураком з емоційною майстерністю та її роль як наріжного каменю міфів про Вулкан і Зоряний флот, внесла виразний філософський компонент у ширший культурний вплив Зоряного шляху. Подібно до гумористичних свідчень про те, що «Зоряний шлях» надихнув багатьох глядачів стати вченими чи інженерами. Інші фанати перейняли особисті філософії та спосіб життя, натхненні Зоряним флотом або Сураком і заснували фан-компанію (наприклад, Starfleet International Conference) або «IDIC плюс логіка» натхненні філософією «Коло Розуму плюралістичні раціоналістичні» організації.